# 경위대

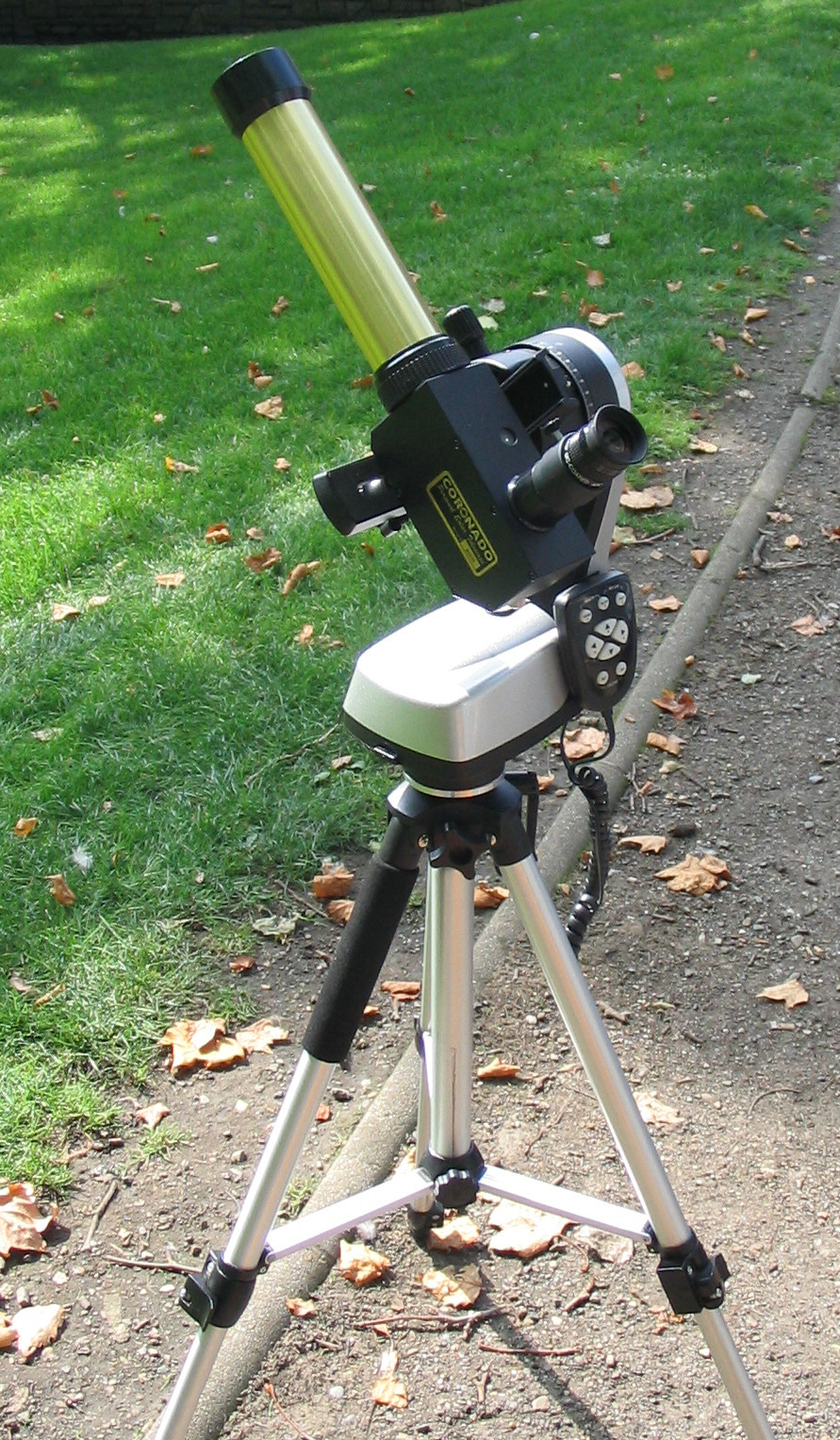

경위대식 가대(Altazimuth mount)는 단순한 일반인들의 망원경의 가대나 아마추어들의 망원경에서부터 매우 큰 망원경까지 여러 형태의 망원경에서 사용된다. 경위대식 가대의 가장 큰 장점은 단순한 기계적 디자인에 있다. 경위대식 가대의 단점 중 하나는 적도의식 가대가 할 수 있는 방법인 지구의 회전축과 같이 밤하늘에서 천체를 따라갈 수 없다는 것이다. 적도의식 가대는 단지 밤하늘에 효과적으로 회전하기 위해 일정한 비율을 가지고 한 회전축을 움직여야 한다. 경위대식 가대는 다양한 비율로 두 축을 움직여야 하고 모든 시야에 걸쳐 회전을 한다. 마이크로프로세서(소형전산기의 중앙처리장치)의 도래는 일주촬영을 가능하게 하고 사진을 찍고 물체의 위치를 정밀하게 측정하는 것과 같이 경위대식 가대에 의해 나뉜 변화와 제한을 보정하게끔 하는 체계를 조절하였다고 한다.

## 같이 보기
- 돕슨식 망원경
- 적도의
- 지평좌표계
- 삼각대